# Trolejbusová doprava v Kábulu
Hlavní město Afghánistánu, Kábul, mělo v 70. a 80. letech 20. století vlastní systém trolejbusové dopravy. Jednalo se o jednu trať délky 12,5 km.

## Historický vývoj
V roce 1976 se zde začalo se stavbou trolejbusového systému. Tehdy byl Kábul zhruba třísettisícovou metropolí a v zemi vládly lepší časy. Do roku 1979 firma Elektrizace železnic Praha vybudovala trať o celkové délce zhruba kolem šesti kilometrů. Slavnostní otevření úseku Kino Pamir – Silo (včetně vozovny) se konalo 9. února 1979, na linku bylo nasazeno 25 československých trolejbusů typu Škoda 9Tr. To však byla jen teprve první etapa celé fáze. Druhou polovinu celého systému museli již Afghánci dobudovat bez cizí pomoci. Systém fungoval relativně spolehlivě; existovaly celkem tři linky, mezi kterými bylo nutné přestupovat. Trolejbusový systém byl velmi vytížený, jízdné nízké. Situace se však zhoršila kvůli válce a rozvratu země. Kolem roku 1988 bylo v provozu ještě 80 vozidel z celkem dodaných 86. V roce 1993 však byl provoz ukončen; trolejbusy začaly rezivět přímo v areálu vozovny. Po ukončení války na začátku 21. století se alespoň výhledově počítá s obnovou celého provozu; na té se má opět podílet česká Škoda Plzeň.